# HMS Zealous (R39)
«Зелоус» (англ. HMS Zealous (R39) — військовий корабель, ескадрений міноносець типу «Z» Королівського військово-морського флоту Великої Британії часів Другої світової війни.
Ескадрений міноносець «Зелоус» закладений 5 травня 1943 року на верфі компанії Cammell Laird у Беркенгеді. 28 лютого 1944 року він був спущений на воду, а 9 жовтня 1944 року увійшов до складу Королівських ВМС Великої Британії. Есмінець брав участь у бойових діях на морі в Другій світовій війні, бився у Північній Атлантиці, біля берегів Англії та Норвегії, супроводжував арктичні конвої. За проявлену мужність та стійкість у боях бойовий корабель заохочений двома бойовими відзнаками.

## Бойовий шлях

### 1944
У жовтні 1944 року разом з крейсером «Дайадем» та есмінцями «Скодж», «Онслот» і «Скорпіон» прикривали ескортні авіаносці «Персьюер» і «Преміер», чия авіація ставила мінні загородження поблизу Кармзунда в Норвегії.
24 грудня 1944 року «Зелоус» разом з есмінцем «Каррон» прикривали швидкохідний мінний загороджувач «Аполло», що здійснював постановку мінних загороджень біля норвезьких берегів, зокрема поблизу Утсіри.

### 1945
З 6 по 27 лютого 1945 року есмінець «Зелоус» перебував у складі далекого ескорту для конвоїв JW 64 до Мурманська і зворотного RA 64.
У березні есмінець діяв у складі угруповання флоту, що прикривало ескортні авіаносці в ході операції «Префікс» по мінних постановках у районі Гранесунда (18 березня) і нальоту на Тронгейм (24-28 березня).

### Холодна війна
У 1955 році корабель був проданий Військово-морським силам Ізраїлю, де був перейменований в «Ейлат» (на честь прибережного міста Ейлат). Під час Суецької кризи 1956 року брав участь в бою з єгипетським есмінцем «Ібрагім ель-Аваль» (також колишній британський ескортний міноносець).
Уночі з 11 на 12 липня 1967 року під час «війни на виснаження» «Ейлат» і два торпедних катери вступили в бій та потопили два єгипетські торпедні катери.
21 жовтня 1967 року «Ейлат» був потоплений під час патрулювання уздовж узбережжя Синайського півострова. Його атакували два єгипетських ракетних катери типу «Комар» радянського виробництва за особистим розпорядженням президента Єгипту Гамаля Абдель Насера. Перебуваючи на стоянці в Порт-Саїді, катери двома залпами випустили чотири ракети П-15 «Терміт». Перші дві ракети, попри протиракетний маневр ухилення, уразили есмінець з інтервалом кілька хвилин. Зазнавши значних пошкоджень унаслідок влучення протикорабельної ракети, екіпаж почав боротьбу за порятунок корабля, чекаючи на допомогу інших кораблів ізраїльського флоту. Через годину після першої атаки був проведений другий залп, який завдав кораблю ще більші пошкодження. За дві хвилини «Ейлат» затонув. В результаті ракетної атаки з екіпажу в 199 осіб загинуло або зникли безвісти 47, ще понад сто отримали поранення. Це був перший в історії випадок успішного застосування протикорабельних ракет.